# Террі Грей
Террі Грей (англ. Terry Gray, нар. 21 березня 1938, Монреаль — 2 січня 2020, Оттава) — канадський хокеїст, що грав на позиції крайнього нападника.

## Ігрова кар'єра
Професійну хокейну кар'єру розпочав 1956 року.
Протягом професійної клубної ігрової кар'єри, що тривала 19 років, захищав кольори команд «Монреаль Канадієнс», «Бостон Брюїнс», «Лос-Анджелес Кінгс» та «Сент-Луїс Блюз».

## Нагороди та досягнення
- Перша команда всіх зірок ГЮХЛК — 1957.
- Володар Кубка Колдера в складі «Піттсбург Горнетс» — 1967.

## Статистика НХЛ
| 1961—1962    | «Бостон Брюїнс»      | НХЛ          | 42  | 8  | 7  | 15 | 15 | -  | - | - | -  | -  |
| 1993—1964    | «Монреаль Канадієнс» | НХЛ          | 4   | 0  | 0  | 0  | 6  | -  | - | - | -  | -  |
| 1967—1968    | «Лос-Анджелес Кінгс» | НХЛ          | 65  | 12 | 16 | 28 | 22 | 7  | 0 | 2 | 2  | 10 |
| 1968—1969    | «Сент-Луїс Блюз»     | НХЛ          | 8   | 4  | 0  | 4  | 4  | 11 | 3 | 2 | 5  | 8  |
| 1969—1970    | «Сент-Луїс Блюз»     | НХЛ          | 28  | 2  | 5  | 7  | 17 | 16 | 2 | 1 | 3  | 4  |
| 1998—1999    | «Сент-Луїс Блюз»     | НХЛ          | -   | -  | -  | -  | -  | 1  | 0 | 0 | 0  | 0  |
| Усього в НХЛ | Усього в НХЛ         | Усього в НХЛ | 147 | 26 | 28 | 54 | 64 | 35 | 5 | 5 | 10 | 22 |